# Sematophyllum argutum
Sematophyllum argutum là một loài Rêu trong họ Sematophyllaceae. Loài này được (S. Okamura) Sakurai miêu tả khoa học đầu tiên năm 1934.